# 7137 Ageo
7137 Ageo è un asteroide della fascia principale. Scoperto nel 1994, presenta un'orbita caratterizzata da un semiasse maggiore pari a 2,8097902 UA e da un'eccentricità di 0,0659466, inclinata di 2,63342° rispetto all'eclittica.